# Милица Вучинић
Милица Вучинић (Церово, код Никшића, 10. мај 1921 — Шипачно, код Невесиња, 20. март 1943) била је учесница Народноослободилачке борбе и народни херој Југославије.

## Биографија
Рођена је 10. маја 1921. године у селу Церову, код Пјешиваца, у близини Никшића. После завршетка основне школе није се даље школовала. Остала је кући и маћехи помагала у кућним пословима. Миличин отац, Радован је био учесник Балканских и Првог светског рата, и поред ње имао је још два сина — Бошка и Ђорђија.
Миличин најстарији брат Бошко, био је члан Савеза комунистичке омладине Југославије и писао је текстове за Слободну мисао и друге листове и часописе, а била му је и штампана брошура Положај сељаштва у Црној Гори. Пред почетак Другог светског рата, Бошко је постао члан Комунистичке партије Југославије. На Милицу и млађег брата Ђорђију, Бошкова активност је оставила доста утицаја и они су постали симпатизери револуционарног покрета.
Током Тринаестојулског устанка, све троје су ступили у герилски одред у селу Драговљићима. Бошко је био секретар Општинског, а потом члан Среског комитета СКОЈ-а. Ђорђије је био политички комесар Драговољске партизанске чете, а Милица болничар те чете. Фебруара 1942. године, по наређењу Главног штаба НОП одреда Црне Горе, Штаб Никшићког партизанског одреда формирао је батаљон од 450 бораца и упутио га у помоћ Комском партизанском одреду, који се налазио у Васојевићима. Милица и њен брат Ђорђије били су борци овог батаљона.
За свега неколико дана борби, Батаљон, у коме су били Милица и њен брат, успео је да очисти од четника, територију Роваца и Прекобрђа и избије у Штавањ на правцу Лијеве Ријеке. У јурушу, током једне од ових борби, погинуо је Миличин брат Ђорђије (1928—1942). Милица је тада узела његов опасач, пушку и бомбе и одлучила да место брата настави даљу борбу против окупатора. Заједно са батаљоном учествовала је у тешким борбама током Треће непријатељске офанзиве. После формирања Пете пролетерске црногорске ударне бригаде, јуна 1942. године, Милица је укључена у Прву чету Првог батаљона.
Нарочито се истакла у борбама бригаде од 22. јула до 2. августа 1942. године, током пробоја правцем Врбница-Прозор, као и на планинама Требилини, Трескавици и Забрђу. По доласку бригаде у Босанску крајину и централну Босну, Милица је због својих дотадашњих залуга постављена за политичког делегата вода. Учествовала у свим борбама, а посебно се истакла током Четврте непријатељске офанзиве — у борбама и јуришу на Прозор, Коњиц и Невесиње. У борбама за Прозор учествовала је као бомбаш и јуришала је на непријатељске бункере.
Погинула је 20. марта 1943. године у борбама против четника, код села Шипачно, у близини Невесиња. Недуго потом, у борбама током битке на Сутјесци, погинуо је и Миличин старији брат Бошко (1920—1943).
Указом Президијума Народне скупштине ФНР Југославије 182/51 20. децембра 1951, проглашена је за народног хероја.